# ماهیچه تهیگاهی‌دنده‌ای
عضله ی تهیگاهی‌دنده‌ای یا عضله ایلیوکوستالیس (انگلیسی: Iliocostalis) یکی از عضلات لایه میانی عضلات داخلی (اینترنسیک) پشت انسان است.
لایه میانی عضلات داخلی شامل عضلات راست‌کننده ستون مهره‌ها (عضله‌های ارکتور اسپاین) است که در سه ستون عمودی قرارگرفته‌اند: عضلات تهیگاهی‌دنده‌ای در ستون خارجی، عضلات لانژیسیموس در ستون میانی و عضلات اسپاینالیس در ستون داخلی.
عضله ی تهیگاهی‌دنده‌ای شامل سه گروه عضلات ایلیوکوستالیس لومباروم، ایلیوکوستالیس توراسیس و ایلیوکوستالیس سرویسیس می‌باشد. الیاف این عضلات اصولاً از زوائد خاری مهره‌های کمری و سینه‌ای و ستیغ خاصره‌ای آغاز و به دنده‌ها متصلند و از ریشه پشتی اعصاب نخاعی عصب می‌گیرند.